# Svatopluk Spurný
Svatopluk Spurný (3. srpna 1944 Praha – 8. ledna 2019 Praha) byl ilustrátor a autor publikací o vojenské historii, také přispíval do časopisu Historie a plastikové modelářství.
Jako herec se objevil ve dvou nezávislých filmech režiséra Josefa Svobody: Žena s klavírem a Pod hladinou.

## Dílo
- Tanková válka v Africe I - Výzbroj a výstroj Afrika Korpsu a italských pancéřových jednotek (2012)
- Tanková válka v Africe II - Výzbroj a výstroj pancéřových jednotek USA (2014)
- Tanková válka v Africe III - Výzbroj a výstroj pancéřových jednotek britské 8. armády (2014)
- Obrněná technika 3. SSSR 1919 - 1945 I. část (2002)
- Obrněná technika 4. SSSR 1919 - 1945 II. část (2002)
- Pancéřový automobil Škoda PA-II: "Dobříšská Želva" (2012)